# Zagreb volim te!
Zagreb volim te! ili ležanje gol na asfaltu, ljubljenje asfalta bio je javni performans Tomislava Gotovca, omaž filmu Hatari! Howarda Hawkinsa. U sklopu performansa, Gotovac je točno u podne na petak, 13. studenoga 1981. gol te obrijane kose i brade izišao iz zgrade kućnog broja 8 u Ilici te hodao prema tadašnjem Trgu Republike (Trg bana Jelačića) uzdignutih ruku i vičući »Zagreb volim te!«, tijekom čega je potrbuške legao na pod i ljubio asfalt. Pri dolasku na trg nakon 7 minuta performansa, Gotovca su radi remećenja javnog reda i mira uhitili milicajci. Performans se smatra jednim od najvažnijih u povijesti hrvatske i jugoslavenske umjetnosti te u njegovom vlastitom opusu, a smatra se i urbanim simbolom Zagreba.
Događaj su snimali Ivan Posavec i Mio Vesović, koje je Gotovac upoznao putem tjednika »Polet«. To je bio jedan od više performansa u kojima je Gotovac gol prolazio ulicama; 1971. izveo je sličan performans u Beogradu pod nazivom Streaking.

## Nasljeđe
Godine 2013. na 32. obljetnicu performansa, točno u podne u Ilici 8, gradonačelnik Milan Bandić svečano je otkrio spomen-ploču Gotovcu s otiscima njegovih stopala koju je stvorio kipar Emil Matešić. Svečano otkrivanje odvilo se u sklopu šestoga Zagrebi! festivala, a prisustvovali su mu organizator festivala te Gotovčeve kći i supruga.

### Slični performansi
Gotovčev performans bio je inspiracija nekolicini kasnijih umjetnika, poput Milivoja Beadera 2009. te Brune Isakovića 2022. godine. Godine 2014. organiziran je festival posvećen tome performansu, u sklopu kojega je goli par švicarskih umjetnika u performansu Naked slow walk ležao na tlu Cvjetnoga trga, a umjetnica Mira Kim izvela je Zagreb dreaming, pri čemu je spavala na krevetu pored spomenika Nikoli Tesli u Preradovićevoj ulici.

### Vizualni identitet Zagreba
Godine 2024. Hrvatsko dizajnersko društvo objavilo je natječaj za koncepte vizualnog identiteta Grada Zagreba, koji bi se upotrijebili kao inspiracija za dizajniranje materijala poput službenih aplikacija i digitalnih sučelja grada, kao i za osmišljanje prve knjige grafičkih standarda za potrebe grada. Na natječaju je 2025. ocjenjivački sud za prvu nagradu i preporuku gradu jednoglasno izabrao koncept Slobodan čovjek u slobodnom gradu, kojeg su nadahnuti Gotovčevim performansom dizajnirali Boris i Katja Malešević te Feđa Vukić.
Koncept je privukao kritike zbog svojeg dizajna logotipa; u njemu je istaknuta Gotovčeva izjava »Zagreb volim te!«, a neki komentatori zamjerili su citatu nedostatak padeža i zareza. Neki od prijedloga u konceptu prikazivali su i siluetu Gotovca s rukama u zraku smještenu unutar logotipa.